# Joaquim Sapinho
Joaquim Sapinho (Sabugal; 1965) es un director de cine, guionista y productor portugués. Es el fundador y director de la productora independiente Rosa Filmes.

## Historia
Joaquim Sapinho nació en 1965 en la freguesia e concelho de Sabugal, distrito de Guarda. Se formó en la Escuela Superior de Teatro y Cine de Lisboa, donde es actualmente profesor del área de realización. Conocedor del mundo del celuloide, ha trabajado como productor, director de fotografía y guionista. Su primer largometraje, Corte de Cabello, se estrenó en 1995. Antes realizó algunos documentales para la televisión. Con Corte de Cabello, el realizador participó en el Festival Internacional de Cine de Locarno y vio su película ser nombrada para el Leopardo de Oro. En 1993 fundó, junto a Luís Correa, la productora Rosa Filmes. Algún tiempo después, Luís Correa fue sustituido por Amândio Coronado, que colaboró en varias películas y a quien sustituyó, en 2003, Maria João Sigalho.
En 2003, Sapinho lanza su segundo largometraje, La mujer policía, que fue escogida de entre cerca de 900 películas para formar parte de la selección oficial del 53.º Festival Internacional de Cine de Berlín, donde haría su estreno mundial. Los años siguientes, se dedica a su mayor proyecto hasta la fecha: Diarios de Bosnia. Filmado entre 1996 y 1998 es lanzado en 2006. Es un documental sobre la Guerra de Bosnia, sus graves consecuencias en la población y los arduos años que siguieron. Tuvo su estreno en el Festival de Cine de Pusan.
En 2011, lanza Deste Lado da Ressurreição, que se estrenó en el Festival Internacional de Cine de Toronto, en la sección Visions. Fue considerada una de los diez mejores películas del año por Haden Guest, director del Harvard Film Archive, en la revista Film Comment. En 2018 estrena la película Historia de una surfista, protagonizada por Francisca Pinharanga, Guilherme Martins, Marta Alves y Teresa Castro.
Sapinho es miembro del Consejo de Redacción de la Revista Brotéria.

## Filmografía
- À Beira-Mar (1988, cortometraje)
- Julião Sarmento (1994, documental)
- Corte de Cabelo (1995)
- A Mulher Polícia (2003)
- Diários da Bósnia (2005, documental)
- Deste Lado da Ressurreição (2011)
- História de Uma Surfista (2018)